# Melvin Calano
Melvin Calano (* 12. Januar 1991) ist ein philippinischer Leichtathlet, der sich auf den Speerwurf spezialisiert hat.

## Karriere
Erste internationale Erfahrungen sammelte Melvin Calano im Jahr 2017, als er bei den Südostasienspielen in Kuala Lumpur mit einer Weite von 65,94 m die Bronzemedaille hinter dem Thailänder Peerachet Jantra und Abdul Hafiz aus Indonesien gewann. Zwei Jahre später siegte er dann bei den Südostasienspielen in Capas mit neuer Bestleistung von 72,86 m. 2022 gewann er bei den Südostasienspielen in Hanoi mit 66,86 m die Bronzemedaille hinter dem Vietnamesen Nguyễn Hoài Văn und Abdul Hafiz aus Indonesien. Im Jahr darauf gelangte er bei den Südostasienspielen in Phnom Penh mit 63,96 m auf Rang sechs.
In den Jahren 2021 und 2022 wurde Calano philippinischer Meister im Speerwurf.